# ルネスアリー
ルネスアリー（RENAISSE Alley）は、青森県弘前市にある商業施設。弘南鉄道大鰐線の駅である中央弘前駅のすぐ向かいに位置し、近隣には中三百貨店弘前店がある。
本項では、当施設の前身にあたる「ルネス街」、「ルネスアベニュー」についても述べる。

## 歴史

### 前史

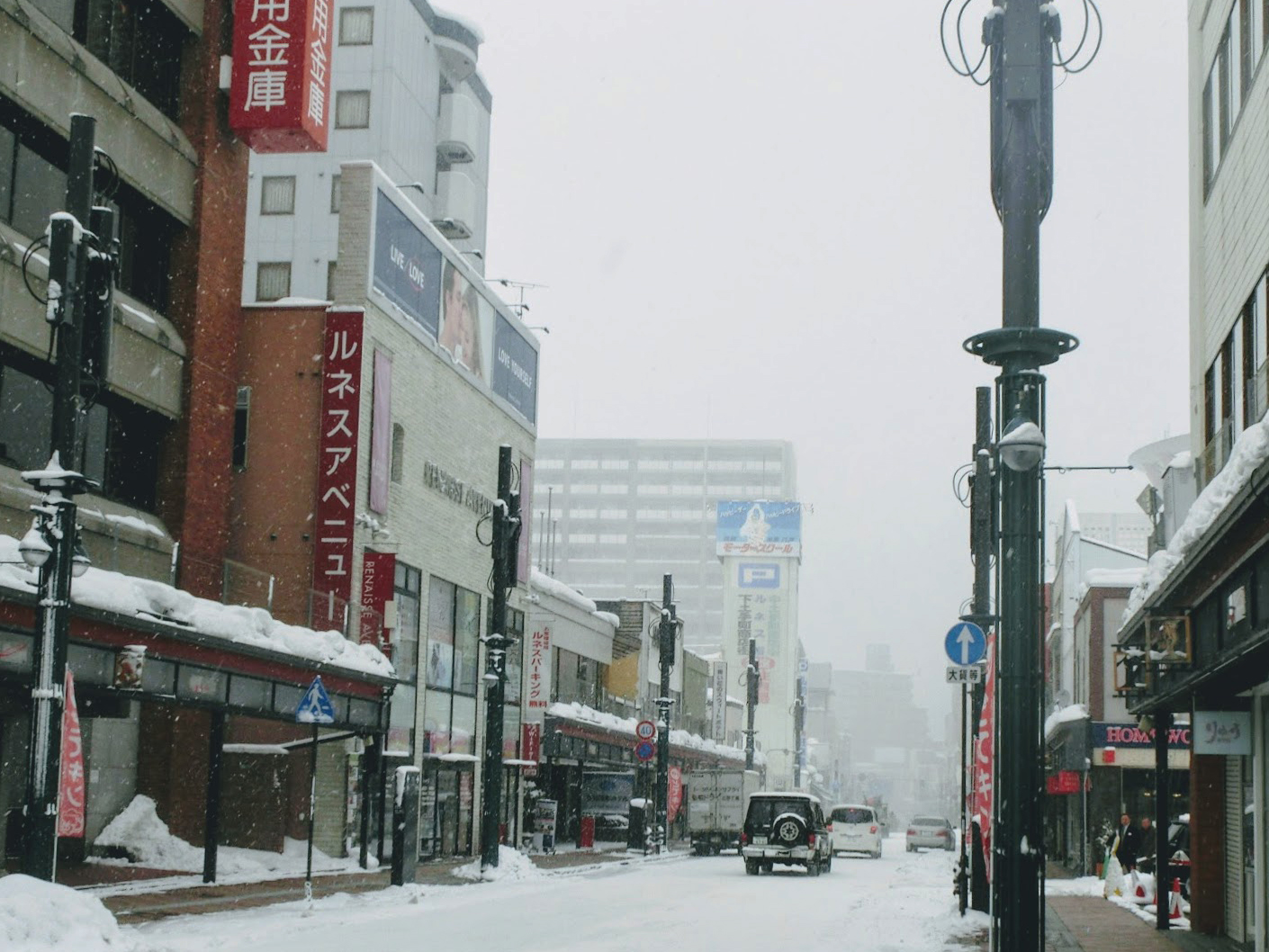
土手町の様子(2013年)
写真左側にルネスアベニュー（PARTⅡ）が見える。

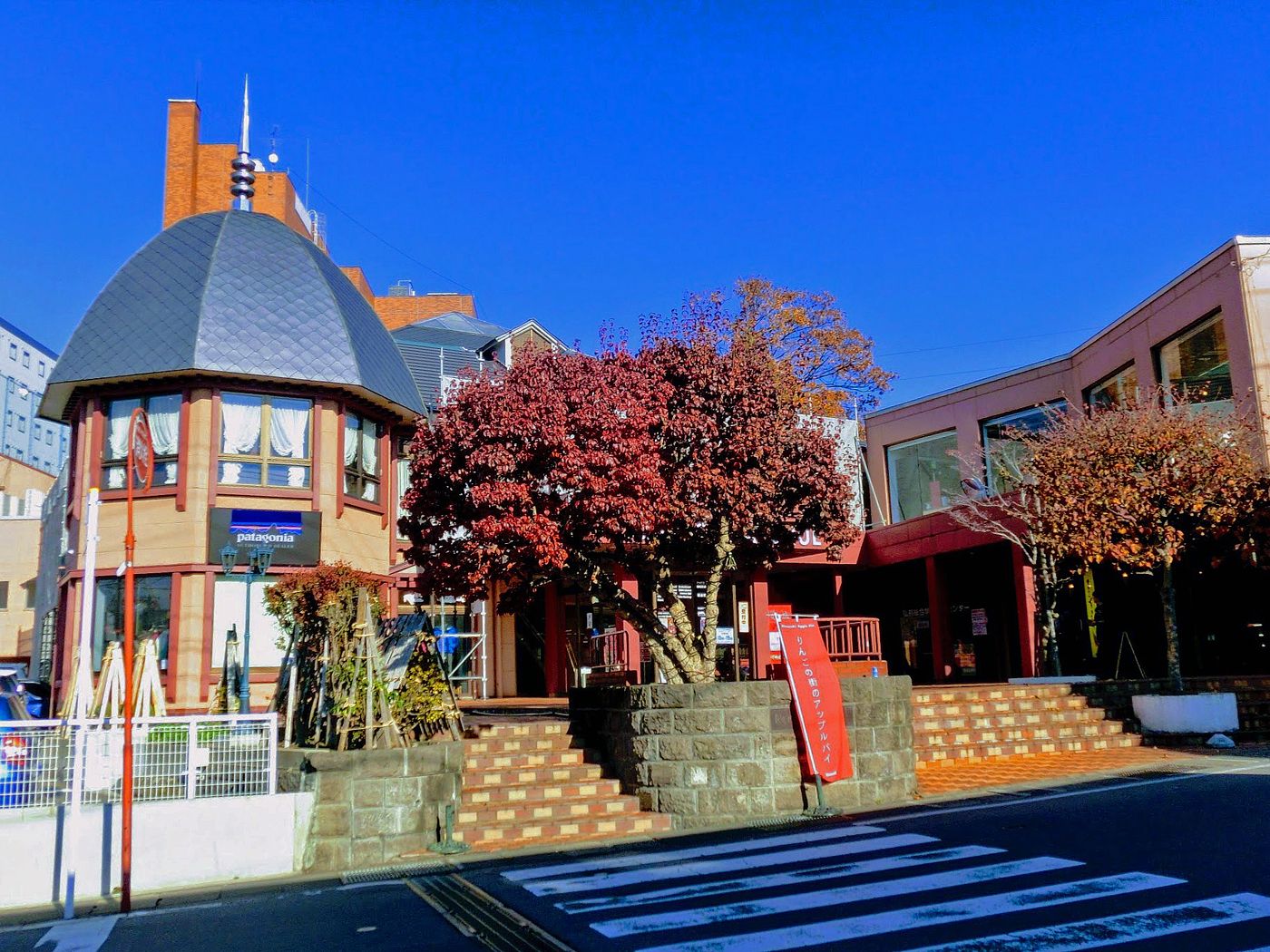
ルネスアベニュー（PARTⅠ）の外観。現存せず。

1980年2月に「ルネス街」として開業。開業当時は中央弘前駅側（PARTⅠ）のみで営業していた。
1983年9月1日、増床（PARTⅡ）し営業開始。
2006年9月、施設名を「ルネスアベニュー」へ改称し、全面リニューアルを行った。
増床後は地下1階、地上3階建てになり、売場面積も2,489 m2へ拡大。地元不動産賃貸会社のスコーレが運営する。
若者向けファッションテナントや飲食店などが軒を連ねたほか、1階にチーズケーキ専門店チェーン「チーズケーキファクトリー」やカフェなどの店が出店し、2階では「楽市楽座」と銘打ったスペースにチャレンジショップが入居していた。また、館内には商店街振興組合なども入居していた。
ルネスアベニューと中央弘前駅の間を通る都市計画道路「山道町樋の口線」の拡幅事業を行う上で、ルネスアベニューの敷地南側（PARTⅠ。中央弘前駅側）が道路のルート上にかかってしまうため、施設は2017年3月31日をもって一時閉館。中央弘前駅側（PARTⅠ）のみ解体した。
2018年12月5日、施設を運営するスコーレは、残された土手町（PARTⅡ）側を「ルネスアリー」という名称で2018年12月に再オープンさせる予定であることを発表。当初は同年12月14日のオープンを予定していたが、工事が遅れていることを理由に、のちにオープン予定日を12月26日へ変更した。

### リニューアルオープン
2018年12月、ルネスアリーとしてリニューアルオープン。ルネスアリーの1階にはバーやラーメン店、焼き肉店などの飲食店が入居し、2階にはカプセルタイプの宿泊施設が入居していた。
2020年、新型コロナウイルスの影響や地域の整備計画の変更を受け、11月末までに全テナントが撤退。同年12月に休館となることが発表された。

## 交通アクセス

### 鉄道
- 弘南鉄道大鰐線中央弘前駅むかい
- JR弘前駅 徒歩15分

### バス
- 弘南バス - 土手町循環100円バス「中土手町」バス停から徒歩1分

## 備考
弘前市の中心市街地活性化事業のなかで「（仮称）ルネスアベニューリノベーション事業」の計画地として指定を受けている。